# Alumínio
O alumínio é um elemento químico de símbolo Al e número atómico 13 (treze prótons e treze elétrons). O alumínio tem uma densidade mais baixa do que outros metais comuns; aproximadamente um terço do aço. Apresenta uma elevada afinidade pelo oxigénio, formando uma camada protetora de óxido na superfície quando exposto ao ar. O alumínio é visualmente semelhante à prata, tanto pela sua cor como pela sua grande capacidade de refletir a luz. É mole, não magnético e dúctil. Possui um isótopo estável: o Al27, que é muito abundante, fazendo do alumínio o décimo segundo elemento mais comum no universo. O decaimento radioativo do Al26 é utilizado em datação radiométrica. O alumínio é demasiado reativo quimicamente para aparecer sozinho, por isso é encontrado na natureza combinado com cerca de 270 minerais diferentes.
Quimicamente, o alumínio é um metal de pós-transição do grupo do boro; como é habitual no grupo, o alumínio forma compostos principalmente no estado de oxidação +3. O catião Al3+ é pequeno e altamente carregado; como tal, é polarizador, e as ligações que o alumínio forma tendem para a covalência. A forte afinidade pelo oxigénio significa que o alumínio está comummente associado ao oxigénio na natureza sob a forma de óxidos; Por esta razão, o alumínio encontra-se principalmente nas rochas da crosta terrestre, e não no manto, onde é o terceiro elemento mais abundante, depois do oxigénio e silício e praticamente nunca como metal livre. É obtido industrialmente através da extração da bauxite, uma rocha sedimentar rica em minerais de alumínio.
A descoberta do alumínio foi anunciada em 1825 pelo físico dinamarquês Hans Christian Ørsted. A primeira produção industrial de alumínio foi iniciada pelo químico francês Henri Étienne Sainte-Claire Deville em 1856. O alumínio tornou-se muito mais acessível ao público com o processo Hall-Héroult desenvolvido de forma independente pelo engenheiro francês Paul Héroult e o engenheiro americano Charles Martin Hall em 1886, e a produção em massa de alumínio levou à sua utilização generalizada na indústria e na vida quotidiana. Na Primeira Guerra Mundial e na Segunda Guerra Mundial, o alumínio foi um recurso estratégico crucial para a aviação. Em 1954, o alumínio tornou-se o metal não ferroso mais produzido no mundo, ultrapassando o cobre. No século XXI, a maior parte do alumínio era consumido em transportes, engenharia, construção e embalagens nos Estados Unidos, Europa Ocidental e Japão.
Apesar da sua prevalência no ambiente, desconhece-se haver algum organismo vivo utilize sais de alumínio no seu metabolismo, mas o alumínio é bem tolerado pelas plantas e animais. Dada a abundância destes sais, a sua possível função biológica é de interesse e os estudos estão em curso.
A sua leveza, condutividade elétrica, resistência à corrosão e baixo ponto de fusão fazem dele um material ideal para uma infinidade de aplicações, especialmente na aeronáutica. No entanto, a elevada quantidade de energia necessária para a obter dificulta o seu maior aproveitamento; dificuldade que pode ser compensada pelo seu baixo custo de reciclagem, pela sua vida útil prolongada e pela estabilidade do seu preço. É dado a Friedrich Wöhler o reconhecimento do isolamento do alumínio, em 1827.

## Características principais
O alumínio é um metal leve, macio e resistente. Possui um aspecto cinza prateado e fosco, devido à fina camada de óxidos que se forma rapidamente quando exposto ao ar. O alumínio não é tóxico como metal, não magnético, e não cria faíscas quando exposto a atrito. O alumínio puro possui tensão de cerca de 19 megapascal (MPa) e 400 MPa se inserido dentro de uma liga. A sua densidade é aproximadamente de um terço do aço ou cobre. É muito maleável, muito dúctil, apto para a mecanização e fundição, além de ter uma excelente resistência à corrosão e durabilidade devido à camada protetora de óxido. É o segundo metal mais maleável, sendo o primeiro o ouro, e o sexto mais dúctil. Por ser um bom condutor de calor, é muito utilizado em panelas de cozinha.

### Liga de alumínio
Ao derreter alumínio fundido com níquel e lantânio, os cientistas conseguiram criar um material combinando benefícios de materiais compostos e ligas padrão: flexibilidade, força e leveza.

## Aplicações
O alumínio puro é mais dúctil em relação ao aço , porém suas ligas com pequenas quantidades de cobre, manganês, silício, magnésio e outros elementos apresentam uma grande quantidade de características adequadas às mais diversas aplicações. Estas ligas constituem o material principal para a produção de muitos componentes dos aviões e foguetes.
Quando se evapora o alumínio no vácuo, forma-se um revestimento que reflete tanto a luz visível como a infravermelha, sendo o processo mais utilizado para a fabricação de refletores automotivos , por exemplo. Como a capa de óxido que se forma impede a deterioração do revestimento, utiliza-se o alumínio para a fabricação de espelhos de telescópios, em substituição aos de prata.
Devido à sua grande reatividade química é usado, quando finamente pulverizado, como combustível sólido para foguetes e para a produção de explosivos. Ainda usado como ânodo de sacrifício e em processos de aluminotermia para a obtenção de metais.
Outros usos do alumínio são:
- Meios de Transporte: Como elementos estruturais em aviões, barcos, automóveis, bicicletas, tanques, blindagens e outros; na Europa têm sido utilizado com frequência para formar caixas de trens;
- Embalagens: Papel-alumínio, latas, embalagens Tetra Pak e outras;
- Construção civil: Janelas, portas, divisórias, grades e outros;
- Bens de uso: Utensílios de cozinha, ferramentas e outros;
- Transmissão elétrica: Ainda que a condutibilidade elétrica do alumínio seja 60% menor que a do cobre, o seu uso em redes de transmissão elétricas de alta tensão é compensado pelo seu menor custo e densidade, permitindo maior distância entre as torres de transmissão, onde é aplicado revestindo um feixe de arame de aço que suporta a força de estiramento e deixa o conjunto insensível aos ventos;
- Como recipientes criogênicos até -200 °C e, no sentido oposto, para a fabricação de caldeiras;
- Observação: As ligas de alumínio assumem diversas formas como a duralumínio;
- Descobriu-se recentemente que ligas de gálio-alumínio em contato com água produzem uma reação química dando como resultado hidrogênio, por impedir a formação de camada protetora (passivadora) de óxido de alumínio e fazendo o alumínio se comportar similarmente a um metal alcalino como o sódio ou o potássio.[3][4] Tal propriedade é pesquisada como fonte de hidrogênio para motores, em substituição aos derivados de petróleo e outros combustíveis de motores de combustão interna.

## Produção mundial
| 1.  | China                  | 35,00 |
| 2.  | Índia                  | 3,64  |
| 2.  | Rússia                 | 3,64  |
| 4.  | Canadá                 | 2,85  |
| 5.  | Emirados Árabes Unidos | 2,60  |
| 6.  | Austrália              | 1,57  |
| 7.  | Noruega                | 1,40  |
| 8.  | Bahrein                | 1,37  |
| 9.  | Estados Unidos         | 1,09  |
| 10. | Islândia               | 0,84  |

Fonte: USGS.

## História
Tanto na Grécia como na Roma antiga se empregava a pedra-ume (do latim alūmen), um sal duplo de alumínio e potássio, como mordente em tinturaria e adstringente em medicina, uso ainda em vigor.
Geralmente é dado a Friedrich Wöhler o reconhecimento do isolamento do alumínio, fato que ocorreu em 1827, apesar de o metal ter sido obtido impuro alguns anos antes pelo físico e químico Hans Christian Ørsted.
Em 1807, Humphrey Davy propôs o nome aluminum para este metal ainda não descoberto. Mais tarde resolveu-se trocar o nome para aluminium por coerência com a maioria dos outros nomes latinos dos elementos, que usam o sufixo -ium. Desta maneira ocorreu a derivação dos nomes atuais dos elementos em outros idiomas. Entretanto, nos Estados Unidos, com o tempo se popularizou a outra forma, hoje admitida também pela IUPAC.
Apesar do alumínio ser um metal encontrado em abundância na crosta terrestre (8,1%) raramente é encontrado livre. Suas aplicações industriais são relativamente recentes, sendo produzido em escala industrial a partir do final do século XIX. Quando foi descoberto verificou-se que a sua separação das rochas que o continham era extremamente difícil. Como consequência, durante algum tempo, foi considerado um metal precioso, mais valioso que o ouro. Com o avanço dos processos de obtenção os preços baixaram continuamente até colapsar em 1889, devido à descoberta anterior de um método simples de extração do metal. Atualmente, um dos fatores que estimulam o seu uso é a estabilidade do seu preço, provocada principalmente pela sua reciclagem.
Em 1859, Henri Sainte-Claire Deville anunciou melhorias no processo de obtenção, ao substituir o potássio por sódio e o cloreto simples pelo duplo. Posteriormente, com a invenção do processo Hall-Héroult em 1886, simplificou-se e barateou-se a extração do alumínio a partir do mineral. Este processo, juntamente  com o processo Bayer , descoberto no mesmo ano, permitiram estender o uso do alumínio para uma multiplicidade de aplicações até então economicamente inviáveis. O processo Hall-Héroult envolveu os trabalhos independentes e  praticamente simultâneos do americano Charles Martin Hall (1886) e do francês Paul Héroult (1888), jovens cientistas com menos de 27 anos na época da descoberta do processo.
A recuperação do metal a partir da reciclagem é uma prática conhecida desde o início do século XX. Entretanto, foi a partir da década de 1960 que o processo se generalizou, mais por razões ambientais do que econômicas.
O processo ordinário de obtenção do alumínio ocorre em duas etapas: a obtenção da alumina pelo processo Bayer e, posteriormente, a eletrólise do óxido para obter o alumínio. A elevada reatividade do alumínio impede extraí-lo da alumina mediante a redução, sendo necessário obtê-lo através da eletrólise do óxido, o que exige este composto no estado líquido. A alumina possui um ponto de fusão extremamente alto (2 072 °C) tornando inviável de forma econômica a extração do metal. Porém, a adição de um fundente, no caso a criolita, permite que a eletrólise ocorra a uma temperatura menor, de aproximadamente 1 000 °C.

## Isótopos
O alumínio possui nove isótopos , cujas massas atômicas variam entre 23 e 30 u. Somente o Al-27, estável, e o Al-26, radioativo com uma vida média de 7,2×105 anos, são encontrados na natureza. O Al-26 é produzido na atmosfera a partir do bombardeamento do argônio por raios cósmicos e prótons. Os isótopos têm aplicação prática na datação de sedimentos marinhos, gelos glaciais, meteoritos, etc. A relação Al-26 / Be-10 é empregada na análise de processos de transporte, deposição, sedimentação e erosão a escalas de tempo de milhões de anos.
O Al-26 cosmogênico se aplicou primeiro nos estudos da Lua e dos meteoritos. Estes corpos espaciais se encontram submetidos a intensos bombardeios de raios cósmicos durante suas viagens espaciais, produzindo-se uma quantidade significativa de Al-26. Após o impacto contra a Terra, a atmosfera  que filtra os raios cósmicos detém a produção de  Al-26, permitindo determinar a época em que o meteorito caiu.

## Alumínio transparente
O alumínio transparente é hoje uma realidade. Sua descoberta foi prevista no filme de ficção científica Star Trek 4 (Jornada nas Estrelas 4).
O alumínio transparente, trata-se de um oxinitrato policristalino de alumínio, comercialmente chamado também de ALON. Trata-se de uma cerâmica transparente cristalizada sobre átomos de alumínio. Apesar de ser uma cerâmica, é muito mais resistente que o vidro blindado, e seu desenvolvimento foi inicialmente buscado pelo exército americano para a construção de janelas em veículos blindados. O alumínio transparente é muito mais resistente, leve e fino que o vidro blindado, oferecendo diversas vantagens para a blindagem de veículos. Apresenta diversas outras vantagens sobre o vidro, e para uso civil já está sendo usado em leitores de código de barras em supermercados devido ao seu alto índice de transparência para luz visível e ultravioleta. Todo o mercado pode se beneficiar dessa descoberta, dependendo somente da queda do preço desse produto, pois o método de produção do ALON é ainda 5 vezes mais caro que o vidro blindado. Muitas pesquisas estão avançando nesse campo, basta lembrar que o alumínio já foi considerado metal nobre devido ao mesmo problema (alto custo de fabricação) e hoje é um material muito barato.

## Precauções

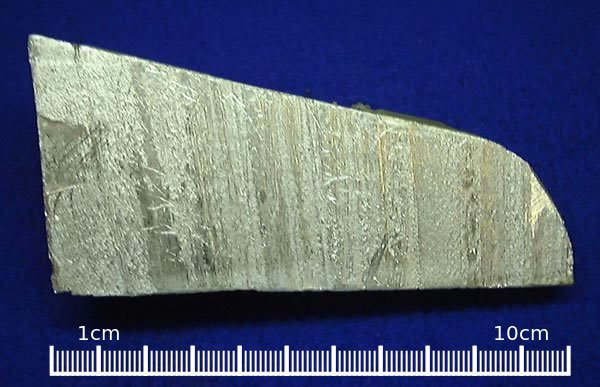
Amostra de alumínio

Segundo a Organização Mundial da Saúde, atualmente se entende que a dose semanal tolerável é de 1 mg de alumínio por kg de massa corporal. Portanto, uma pessoa de 50 kg teria uma dose tolerável de 50 mg de alumínio por semana.
O alumínio é um dos poucos elementos abundantes na natureza que parecem não apresentar nenhuma função biológica significativa. Algumas pessoas manifestam alergia ao alumínio, sofrendo dermatites ao seu contato, inclusive desordens digestivas  ao ingerir alimentos cozidos em recipientes de alumínio. Para as demais pessoas o alumínio não é considerado tão tóxico como os metais pesados, ainda que existam evidências de certa toxicidade quando ingerido em grandes quantidades. Em relação ao uso de recipientes de alumínio não se têm encontrado problemas de saúde, estando estes relacionados com o consumo de antiácidos e antitranspirantes que contêm este elemento. Tem-se sugerido que o alumínio possa estar relacionado com a doença de Alzheimer, ainda que esta hipótese não tenha comprovação conclusiva.
O Alumínio é um dos elementos mais abundantes na crosta terrestre na forma de óxido de alumínio (Al2O3). Talvez por causa disto ele é tido como inofensivo mas a exposição a altas concentrações pode causar problemas de saúde principalmente quando na forma de íons em que ele é solúvel em água.
Sua concentração parece ser maior em lagos ácidos. Nestes lagos o número de peixes e anfíbios está diminuindo devido a reações de íons de alumínio com proteínas nos alevinos de peixes e embriões de anfíbios.

## Efeito sobre as plantas
Alumínio é um dos principais fatores que reduzem o crescimento das plantas em solos ácidos. Embora seja geralmente inofensivo para o crescimento das plantas em solos de pH neutro, a concentração em solos ácidos de Al3+ aumenta o nível de cátions e perturba o crescimento da raiz. A maioria dos solos ácidos estão saturados de alumínio ao invés de íons de hidrogênio. A acidez do solo é, portanto, um resultado de hidrólise de compostos de alumínio.

## Etimologia
Palavra proposta por sir Humphrey Davy, no fim do século XVIII. Inicialmente foi chamado de alumium ou aluminum; este último, adotado nos Estados Unidos; mas, na Inglaterra e em muitos outros países, alumínium, com a terminação ium, usual para os metais. O nome foi escolhido devido ao alume, sal mineral usado como adstringente, que em latim se chamava alumen, "sal amargo", com a mesma origem do Grego aludoimos, "amargo".